# Berlare

Berlare é um município belga localizado no distrito de Dendermonde,  província de Flandres Oriental. O município é constituído pelas vilas de   Berlare propriamente dita , Overmere e Uitbergen. 
Em 1 de Janeiro de 2006, o município de Berlare tinha uma população de 14.092 habitantes, uma área total de 37,82 km² e uma consequente densidade populacional de 373 habitantes por km². O actual presidente de câmara/prefeito chama-se   Karel De Gucht, do Partido Liberal (VLD), também Ministro dos Negócios Estrangeiros da Bélgica.

## Habitantes famosos
- Fred De Bruyne, ciclista
- Karel De Gucht , político

## Associações desportivas
- Atletiekclub Uitbergen
- Atletiekkern Overmere
- B.C. Goldstar
- Badmintonclub De Ruyck
- Balletschool Terpsichore
- Boldersclub De Katrollevrienden
- Bregt's Bowling
- HBC Groot-Berlare
- Jiu-Jutsi Tengu Ryu
- Jopa Zwemloop
- JTV Brigand|JTV Brigand Berlare/Zele
- Judoclub Kumiuchi (afd. Berlare)
- Judoclub Kumiuchi (afd. Overmere)
- Karate KC Kusanku
- KAV Overmere
- KBG Overmere
- Koninklijke Gilde St. Sebastiaan
- Koninklijke Ridderlijke Orde St. Sebastiaan
- MVC De Donkvrienden
- MVC De Vlaswagen
- MVC KWB
- MVC Minibond
- MVC Saerens
- MVC VMB 86
- Nievdonckse Watersportvereniging
- SK Berlare
- SKV Overmere
- T.C. Chiwawa
- T.C. Pavinom
- Top Form Gym
- VB Jong en Sportief Uitbergen
- VC Smash Inn
- VC Vobog Dames
- VMF Berlare (BMVK)
- Wandelclub "Boerenkrijgstappers Overmere"
- W.T.C. De Dorpsvrienden
- W.T.C. De Puiterijders
- W.T.C. 't Rond Vierkant
- W.T.C. 't Stuurken Overmere
- ZVC Baert
- ZVC Bauwens
- ZVC Bloemenwijk
- ZVC De Warande Berlare
- ZVC Pitta-Mix Overmere
- ZVC Red and White Berlare